# Brahim Thiam
Brahim Thiam (ur. 24 lutego 1974 w Bobigny) – piłkarz malijski grający na pozycji obrońcy lub pomocnika.

## Kariera klubowa
Thiam urodził się we Francji, w rodzinie pochodzenia malijskiego. Karierę piłkarską rozpoczął w juniorach Montpellier HSC. W 1994 roku został zawodnikiem FC Bourges, a w latach 1995–1997 był piłkarzem Saint-Denis Saint-Leu FC. Latem 1997 wyjechał do Hiszpanii i przeszedł do Levante Walencja. Przez rok grał w nim w Segunda División, a następnie odszedł do innego zespołu z tej ligi, Málagi CF. Tam także występował przez jeden sezon.
W 1999 roku Thiam wrócił do Francji i został zawodnikiem Red Star 93. Po dwóch latach występów w trzeciej lidze francuskiej odszedł do FC Istres, w którym zadebiutował 28 lipca 2001 roku w wygranym 2:1 wyjazdowym spotkaniu z AS Saint-Étienne. Wiosną 2004 awansował z Istres do Ligue 1, ale po roku gry w tej lidze Istres wróciło do Ligue 2.
Latem 2005 Thiam został piłkarzem SM Caen. W nim po raz pierwszy wystąpił 29 lipca 2005 w meczu z US Créteil-Lusitanos (2:3). W sezonie 2007/2008 grał wraz z Caen w pierwszej lidze Francji.
W 2008 roku Thiam przeszedł do Stade de Reims, w którym swój debiut zanotował 6 lutego 2009 w spotkaniu z Montpellier HSC (2:2). Wiosną 2009 spadł z Reims do trzeciej ligi.
| Sezon   | Klub           | Kraj      | Rozgrywki            | Mecze | Bramki |
| ------- | -------------- | --------- | -------------------- | ----- | ------ |
| 1997/98 | Levante UD     | Hiszpania | Segunda División     | 29    | 0      |
| 1998/99 | Málaga CF      | Hiszpania | Segunda División     | 16    | 1      |
| 1999/00 | Red Star 93    | Francja   | Championnat National | 19    | 1      |
| 2000/01 | Red Star 93    | Francja   | Championnat National | 15    | 1      |
| 2001/02 | FC Istres      | Francja   | Ligue 2              | 28    | 0      |
| 2002/03 | FC Istres      | Francja   | Ligue 2              | 16    | 0      |
| 2003/04 | FC Istres      | Francja   | Ligue 2              | 31    | 5      |
| 2004/05 | FC Istres      | Francja   | Ligue 1              | 30    | 0      |
| 2005/06 | SM Caen        | Francja   | Ligue 2              | 26    | 1      |
| 2006/07 | SM Caen        | Francja   | Ligue 2              | 21    | 0      |
| 2007/08 | SM Caen        | Francja   | Ligue 1              | 16    | 0      |
| 2008/09 | Stade de Reims | Francja   | Ligue 2              | 14    | 3      |
| 2009/10 | Stade de Reims | Francja   | Championnat National | 6     | 0      |

## Kariera reprezentacyjna
W reprezentacji Mali Thiam zadebiutował w 2001 roku. W 2004 roku został powołany do kadry na Puchar Narodów Afryki 2004, na którym Mali zajęło 4. miejsce. Zawodnik rozegrał 4 mecze na tym turnieju: z Kenią (3:1), z Burkina Faso (3:1), półfinale z Marokiem (0:4) i o 3. miejsce z Nigerią (1:2).